# الحالة الطبية
الحالة الطبية، وتسمى أيضا بالوضع الطبي، هي مصطلح يستخدم لوصف الحالة الصحية للمريض في المستشفى. يستخدم المصطلح بشكل كبير في المعلومات المقدمة لوسائل الإعلام ، ونادرا ما يستخدمه الأطباء  كوصف سريري.
قد يتم الإبلاغ عن حالتين تشخيصيتين المريض. الحالة التشخيصية الأولى هي حالة المريض الحالية، والتي قد يتم الإبلاغ عنها على سبيل المثال انها «جيدة» أو «خطيرة». ثانيا، قد يتم الإبلاغ عن تشخيص المريض على المدى القصير. من الأمثلة عليها: حالة المريض تتحسن أو تزداد سوءا. إذا لم يكن هناك حدوث تغيير فوري متوقع، يستخدم المصطلح «مستقر» بشكل متكرر كتعريف دال على الظروف التي يكون فيها للمريض علامات حيوية مستقرة.

## الولايات المتحدة
يمكن استخدام عدد كبير من المصطلحات لوصف وضع المريض في الولايات المتحدة. تنصح جمعية المستشفيات الأمريكية الاطباء لاستخدام كلمة واحدة مما يلي: (حالات وصف وضع المريض للمستفسرين، بما في ذلك وسائل الإعلام) 
غير حازم
المريض في انتظار الطبيب و / أو التقييم
جيدة
المؤشرات الحيوية مستقرة وضمن الحدود الطبيعية. المريض واعي ومرتاح. المؤشرات ممتازة
مقبولة
المؤشرات الحيوية مستقرة وضمن الحدود الطبيعية. المريض واعي، ولكن قد يكون غير مرتاح. المؤشرات الحيوية ايجابية.
خطيرة
قد تكون المؤشرات الحيوية غير مستقرة وليست ضمن الحدود الطبيعية. المريض مريض بشكل خطير. المؤشرات مشكوك فيها.
حرجة
المؤشرات الحيوية غير مستقرة وليست ضمن الحدود الطبيعية. قد يكون المريض فاقد الوعي. المؤشرات غير ايجابية.
وفاة
المؤشرات حيوية متوقفة. مات المريض.

### مصطلحات أخرى
المصطلحات الأخرى المستخدمة تشمل خطيرة، حرجة للغاية، حرجة ولكن مستقرة، خطيرة ولكن مستقرة، حذرة،  ومرضية.
نصحت جمعية المستشفيات الأمريكية الأطباء بعدم استخدام كلمة «مستقرة» كحالة أو للربط مع حالة أخرى، خاصة الحالات الحرجة، لأنها تخفي مؤشرات حيوية غير متوقعة وغير مستقرة. وعلى الرغم من ذلك، يتم التبليغ عن الحالات  «الحرجة ولكن المستقرة» بشكل متكرر، ويعود ذلك إلى ان كلمة «حرجة» في تستخدم غالبا للدلالة على حالة شديدة ومهددة للحياة بشكل مباشر.
ازداد استخدام مصطلحات الحالة في وسائل الإعلام الأمريكية منذ إقرار HIPAA في عام 1996. مما دفع الاطباء والمستشفيات إلى استخدام هذه المصطلحات كبديل للكشف عن حالات طبية محددة الظروف لتجنب الدعاوي المرتبطة بانتهاكات الاطباء والمستشفيات بخصوصية المريض والرغبة في تجنب الدعاوى المرتبطة بها.
تختلف المصطلحات بين المستشفيات، ومن الممكن ترقية حالة المريض أو خفضها ببساطة عن طريق الانتقال من مكان إلى آخر، بدون أي تغيير فعلي في الحالة البدنية. ومن ناحية أخرى، إن مجال العلوم الطبية معقد للغاية، فهو يتعامل مع التهديدات المعقدة والمتداخلة للحياة والحالة الجيدة. في الحالة المرضية المهددة للحياة، قد يتم علاج المريض من قبل عشرات المتخصصين أو أكثر، كل في مجال خبرته الطبية. ومن المتوقع أن يكون هناك مجموعة من الآراء بشأن الحالة  للمريض. 

## المملكة المتحدة
لدى كل هيئة للخدمات الصحية الوطنية (NHS) التوجيهات الخاصة بها فيما يتعلق بالتصريحات الصحافية. لا يوجد مصطلحات رسمية مستخدمة في وزارة الصحة.و تشمل المصطلحات المستخدمة من قبل هيئة الخدمات الصحية الوطنية ما يلي: 
- متوفي
- موت دماغي
- حرجة
- حالة حرجة ولكنها مستقرة
- جدية
- مستقرة
- مقبولة
- مرتاح
- تتحسن الحالة

خرج من المستشفى
يتم التحكم بشكل صارم في معلومات المنشورة عن المريض للصحافة في هيئة الخدمات الصحية الوطنية. تنشر وزارة الصحة توجيهات هيئة الخدمات الصحية الوطنية. بشكل عام، لا يمكن نشر أي معلومات دون موافقة المريض، مالم يكن هناك ظروف استثنائية. إذا تم حجب الموافقة، لن تتمكن المستشفى من ذكر ذلك حتى للصحافة، لأنه سيؤكد أن المريض كان يتلقى العلاج.